# Maziarze
Maziarze – wieś sołecka w Polsce, położona w województwie mazowieckim, w powiecie lipskim, w gminie Lipsko.
| SIMC    | Nazwa   | Rodzaj  |
| ------- | ------- | ------- |
| 0628320 | Rafałów | kolonia |

W latach 1975–1998 miejscowość administracyjnie należała do województwa radomskiego.
Wierni Kościoła rzymskokatolickiego należą do parafii Świętych Apostołów Piotra i Pawła w Krępie Kościelnej.